# Drott (1877)
Drott var ett örlogsfartyg, och senare kungafartyg för Oscar II. Drott byggdes som min(torped)kryssaren Ran på Bergsunds varv 1877 och var då Kungliga flottans första moderna kryssare. Hon var för tiden välutrustad med minmateriel och kunde under sin tidiga karriär uppvisa hela flottans minmateriel ombord, även den kortvariga Harveys bogsermina. Hennes totala kapacitet var åtta–tolv 35,6 cm torpeder.

## Historik
Ran var ett oceangående fartyg, som utöver min- och torpedövningstjänsten nyttjades som chefsfartyg för högste befälhavaren över kustflottan. År 1882 beslöts att hon även skulle föra högste befälhavarens för krigsmakten flagg, det vill säga kung Oscar II.
I samband med detta fördes hennes tyngre artilleripjäser i land och ersattes med lättare 45 mm kanoner m/1883 av Stafsjö bruks tillverkning, vilka huvudsakligen brukades som salutkanoner. I samband med detta bytte hon 1883 namn till Drott. Namnet "Ran" övertogs av den tidigare postångaren Polhem.
Eftersom hon efter detta huvudsakligen kom att nyttjas just som chefsfartyg, togs successivt torped- och minmaterielen i land 1895–1905.
Det var under namnet HMS Drott som Ran blev känd, främst genom kung Oscar II:s resor till Marstrand under somrarna och hennes deltagande i olika former av eriksgator längs kusten. Bland annat möttes Oscar II och Kejsar Wilhem II av Tyskland ombord vid ett statsbesök i Gävle, för att diskutera den svensk-norska unionskrisen.
Efter kungens död i december 1907 kom fartyget endast att nyttjas för ytterligare en eriksgata under Gustaf V:s regering.  
Fartyget fick under det första världskriget förfalla och utrangerades ur flottans rulla den 12 oktober 1923 och försåldes som skrot till en firma i Köpenhamn.
Bland Drotts mer namnkunniga chefer fanns marinmålaren och kommendörkaptenen Herman af Sillén.

## Andra befälsfartyg
Drott var Sveriges sista mer eller mindre renodlade kungajakt som följde i spåren efter Gustav III:s Amphion, vars akterspegel och akterkastell finns bevarat på Sjöhistoriska museet i Stockholm.
För statsbesök har flottans ordinarie flaggskepp såsom pansarskepp och kryssare fått rycka in för representation, under de senaste åren minfartygen HMS Visborg eller HMS Carlskrona. 
Traditionen med kungajakter lever idag kvar i Danmark med den danska kungens Dannebrog och i Norge med den norska kungafamiljens Norge. I Sverige finns endast slupen Vasaorden som nyttjas som hedersslup och renodlat kungafartyg vid högtidliga tillfällen.

## Galleri

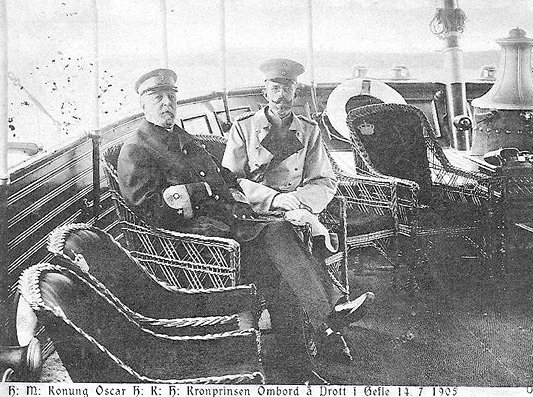
Kung Oscar II och kronprins Gustaf inväntar den tyske kejsaren Vilhelm II ombord på Drott i Gävle den 14 juli 1905. Kronprinsen är av denna anledning iförd tysk uniform.
- HMS Drott på Stockholms inlopp i samband med Stockholmsutställningen 1897.
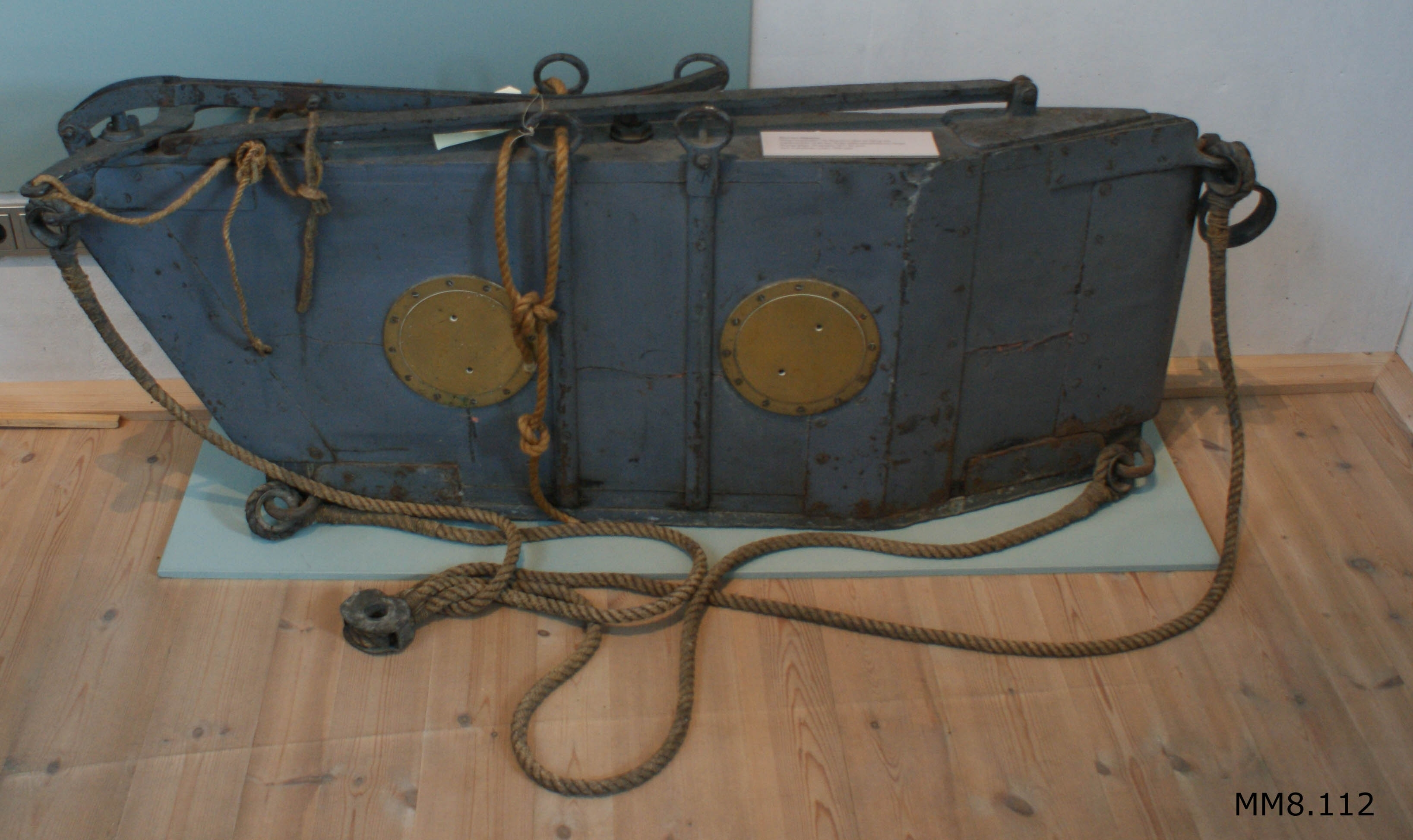
Harveys bogsermina